# تاج حقيقيات النواة

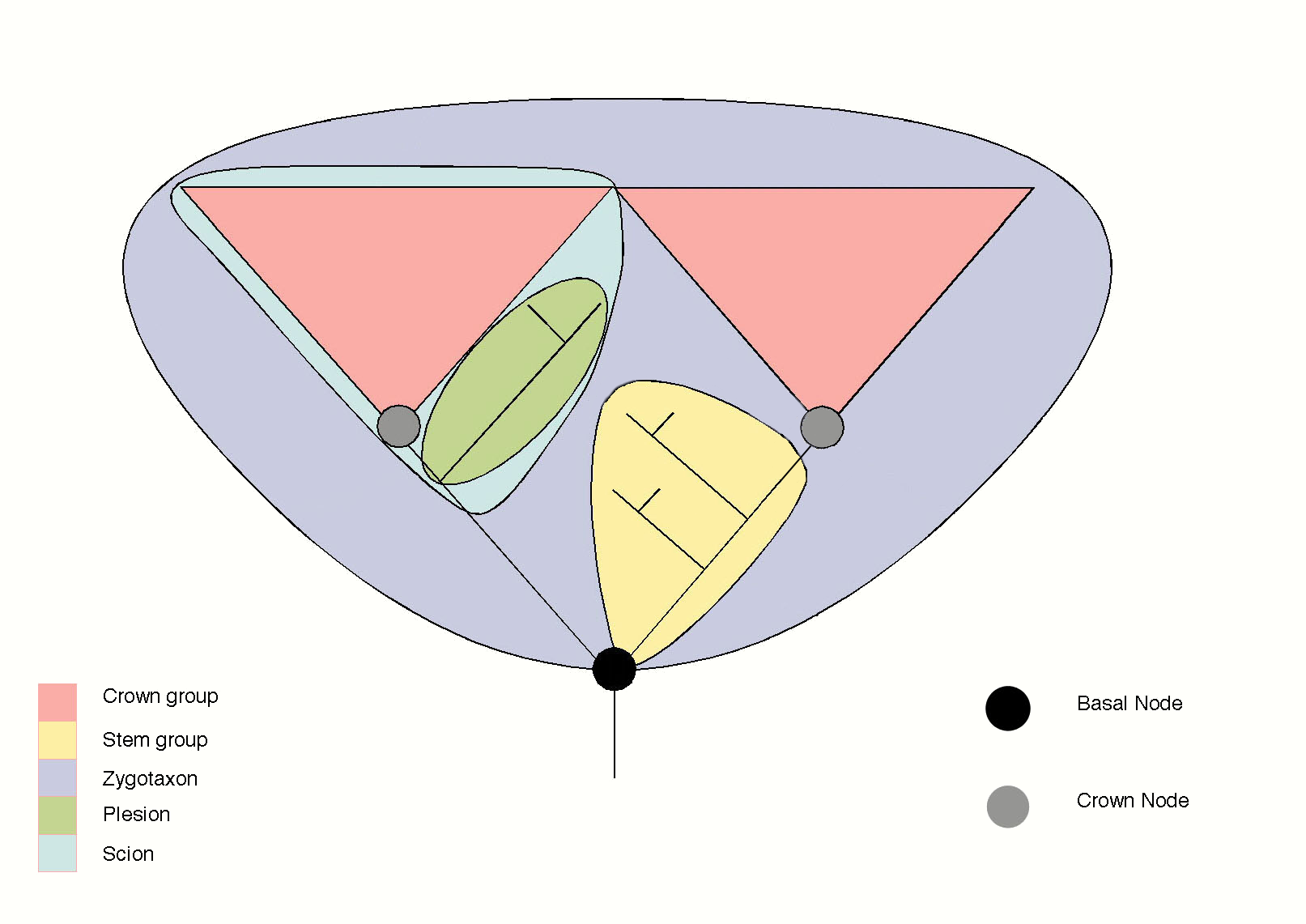
مجموعتان من التاجات المميزة (باللون الأحمر) موضحة ، متصلة بواسطة سلف (دائرة سوداء). تشكل المجموعتان مجموعة تاج أكبر (أرجواني).

مع الأخذ بعين الاعتبار مفهوم مجموعه تاج، يمكن أن ينظر تاج حقيقات النوى باسم aggrupation من كل الأنساب تنازلي من LECA (Eukarytotic آخر سلف مشترك). يتكون هذا من مجموعة كبيرة من الأنواع التي اختلفت على ما يبدو في وقت واحد والتي تتطابق مع الغالبية الكبرى من الكائنات حقيقية النواة والنباتات والفطريات والحيوانات ومجموعة متعدده من السلالة الأولية. تبعاً ل لبيانات الحمض النووي الريبي الريبوزومي، فإن شعاع حقيقيات النوى من LECA قد ظهرت من سلسلة من السلالة القاعدية التي تجزأت على التوالي في هذه المرحلة المبكرة. إن الميزة المميزة لهذه الكائنات المرتبطة بحقيقيات النوى التاجية هي التعقيد الكبير لآلياتها الوراثية والخلوية موازنة بدائيات النوى، والتي تم إقرارها من خلال الانقسام الخلوي. ويصاحب هذا التعقيد من قبل الآخرين خارج الخلية المورفولوجية الميزات: إندوا / إيماس، التكاثر الجنسي، multicellularity ، والميراث العمودي (بدلا من نقل الافقي للجينات المتحدة بين بدائيات النوى)، التي أدت إلى المورفولوجية الحاضر والتعقيد السلوكي وmacroecological من حقيقيات النوى 
إذا تم اعتبارها فئة تاجية، فيمكن تتبع السلالة المتنوعة للكائنات حقيقية النواة حتى أصل سلف مشترك حديث، هنا LECA. ومع ذلك، فإن تحديد متى وكيف ظهرت مجموعة التاج الأولى من حقيقيات النوى يظل أحد الأسئلة الرئيسية في علم الاحياء التطوري. بدا أن LECA تكون بين Excavata و Neozoa. ومع ذلك، يمكن استعادة أصل حقيقيات النوى إلى المراحل التي سبقت تكوين LECA. يقر الإجماع العلمي الحاضر أن الكائنات الحية حقيقية النواة ظهرت من داخل العتائق، على وجه الخصوص، من اطوار بالقرب من العتقية TACK (عتائق غريبة، عتائق فجرية، عتائق مصدرية وعتائق شابة). على هذا النحو، إذا كان Eukarya ينحني من Archaea ، فإن هذه الفئة النهائية تكون paraphyletic وتقدم تحديدًا معقولاً لـ FECA (أول سلف متصل حقيقي النواة)، أي أقدم مرحلة تفرع ينفصل عندها سلالة حقيقيات النوى وأقرب أنسابها الباقين. من اجل ذلك، فإن العملية التنمية التي أدت إلى أصل حقيقيات النوى لفئة التاج (تكوين حقيقيات النوى) ستتكون من الانتقال من FECA إلى LECA من خلال اكتساب ميزات حقيقية النواة.
عند التعامل مع هذه العملية، يستلزم التمييز بين فئات حقيقيات النواة الجذعية عن مجموعات حقيقيات النوى التاجية الملائمة. قد تظهر فئات حقيقيات النوى الجذعية خلال عملية طويلة الاجل ل حصول على صفات حقيقية النواة ولكنها انقرضت. ثم تظهر القضية في تحديد الأول، بالنظر إلى أن الخسارة اللاصقة وعدم دقة الساعات الجزئية  قد أنتج ثغرة كبيرة في البزوغ والتطور تضمن على الحالات الوسيطة التي تتفق مع حقيقيات النوى الجذعية.
بالرغم من ذلك، يمكن افتراض الأراء المتصلة بتكوين الكائنات حقيقية النواة مبني على السمات القائمة في البدئيات والبكتيريا البروتينية الشائعة في حقيقيات النوى.  يتشكل هذا في الغالب من متناسقات الخصائص الجزيئية حقيقية النواة، خاصة تلك الرتبطة بالهيكل الخلوي، السيتوكينات وأجهزت إعادة تشكيل الأغشية. في الحقيقة، هذه السمات أكثر غزارة في TACK Archaea. يدل هذا إلى أن اكتساب الميتوكوندريا لم يكن حالة البداية، ولكن كان هناك قبل ذلك اكتساب مهم لصفات بدائية النواة حقيقية النواة في فئات جذعية حقيقية النواة المبكرة.  يعد خسارة جدار الخلية وتكوين مقصورات مبطنة بالغشاء من الأمور التي قد نتنبأ حدوثها في الفئات الجذعية حقيقية النواة. وبمثل الطريقة، لا يمكن اعتبار اكتساب الميتوكوندريا بمثابة اخيرة للعملية، لأنه لا يزال يتعين تنمية أُسرة معقدة جديدة من الجينات بعد استبدال التعايش الداخلي أو أثناءه. بهذه الطريقة، من FECA إلى LECA ، يمكننا التأمل في الكائنات الحية التي يمكن اعتبارها بدائية النواة. في اخر العملية، كان LECA بالفعل كائنًا معقدًا مع وجود أُسرة بروتينية تشارك في التقسيم الخلوي.
يتم تعطيل شرح هذه المشكلة من سجل الحفريات بسبب خسارة شريط المؤشرات النشاط والاحتمال البسيط لتحجر الخلايا التي ليس لها حائط أو أغطية أخرى. يطمس هذا الحاجز taphonomic وجهة نظرنا للانتقال FECA-LECA. يعتمد التعرف على حقيقيات النوى المبكرة على الميزات العامة لحقيقيات النوى: المساحة الأكبر، والتعقيد المورفولوجي، وكثرة الخلايا.  في هذا المغزى، فإن الاثار الحفريات إنتشاراً المخصصة بوضوح لحقيقيات النوى هي acanthomorphic acritarchs ، مصممة الحويصلات الكربونية مع أي علاقة تصنيفية. أقدم هذه الحفريات التي يمكن تعيينها إلى الآن حقيقيات النوى إلى وقت متأخر Palaeoproterozoic في acritarchs Tappania و Shuiyousphaeridium . إن اكتشافات الحفريات الأخرى التي تظهر تعقيدًا هيكليًا، وإن لن يتم إصلاحها تصنيفيًا، تدعم حقيقة الحياة حقيقية النواة قبل العصر الإدياكاري. يعود قصة أقدم حقيقيات النوى التي لا لبس فيها إلى أواخر عصر الميزوبروتيروزويك وهو Bangiomorpha ، والذي يمكن التعرف عليه على أنه طحالب حمراء.
بهذ المنهج، في منشأ حقيقيات النوى التاجية، نجد مركزاً حتى لو تمكنا من تحديد أشكال حقيقية النواة المبكرة، لا يمكن أن ينتمي أغلبيتها إلى أي سلالة، مما يتخلى أيضًا مراحل ما بعد LECA لأصل حقيقيات النوى بدون حل. .
من الملاحظ أن بعض المؤرخين يقترحون أن وجهة نظر حقيقيات النوى كفئات تاج قد صفح عليه الزمن، وبدلاً من ذلك يقترحون أن الفطريات والنباتات والحيوانات تنمو بشكل حر عن أسلاف وحيدة الخلية مختلفة.

## روابط خارجية
- المعلومات الموائل